# アフガニスタン国際戦犯民衆法廷
アフガニスタン国際戦犯民衆法廷（the International Criminal Tribunal for Afghanistan, ICTA）は、刑事裁判の形式をとってアメリカのアフガニスタン侵攻に抗議する民間の反戦運動である。「公聴会」・「公判」は主に日本で開かれる。
なお、主催者は公的機関ではなく、判決には法的拘束力はない。

## 概要
法廷は、主催団体が作成したアフガニスタン国際戦犯民衆法廷規程及びアフガニスタン国際戦犯民衆法廷手続き証拠規則に基づいて運営された。
主催者側の主張によれば、アメリカのアフガニスタン侵攻においてアメリカ合衆国・イギリスが行なった空爆・民間人の殺傷などの戦争犯罪を、指導者ブッシュを被告として、市民の手で裁く民衆法廷(tribunal)である。
3度にわたる現地調査・証言収集を経て、2002年12月15日から日本国内外の各地で「公聴会」が開催されており、2003年7月から「公判」が始まり、2003年12月14日には「判決」が、2004年3月には「勧告」が出された。
- 特別顧問：ラムゼイ・クラーク（元アメリカ司法長官）
- 共同代表：伊藤成彦（中央大学名誉教授）、前田朗（東京造形大学教授、国際刑事法）、サラ・フランダース(IAC)
- 協力：国際行動センター(IAC)、グローバル・エクスチェンジ（アメリカのNGO）など

## 「被告人」
ジョージ・W・ブッシュ（アメリカ合衆国大統領）

## 「判事団」
- 裁判長：新倉修（青山学院大学教授、刑事訴訟法）
- 判事：水島朝穂（早稲田大学教授、憲法）、R・I・アクロイド（イギリス・元アストン大学法学部長、弁護士）、ニルーファ・バグワット（インド・ボンベイ大学法学部教授）、ピーター・アーリンダー（アメリカ・National Lawyers Guild元会長、ルワンダ国際刑事裁判所主任弁護人）

## 「検事団」
- 団長：土屋公献（元日本弁護士連合会会長・弁護士）
- 副団長：山口広（弁護士）
- 事務局長：猿田佐世（弁護士）

伊藤和子（弁護士）・加賀美有人（弁護士）・上山勤（弁護士）・神原元（弁護士）田部知江子（弁護士）・土井香苗（弁護士）・成見暁子（弁護士）・萩尾健太（弁護士）

## アミカス・キュリエ
大久保賢一（弁護士）
- アフガニスタン国際戦犯民衆法廷では弁護士を付さず、アミカス・キュリエ方式を採用して、被告人に代わって被告人の主張を述べる形を採った。

「ICTAにはなぜ弁護人がいないのですか？」という想定質問に対し、アフガニスタン国際戦犯民衆法廷のホームページには次のような回答が掲載されている。
「もともと「裁判というからには弁護人が不可欠だ」という考え方には何ら根拠がありません。弁護人のいない法廷はいくらでもあります。」
「歴史的には長い間、刑事訴訟は裁く者と裁かれる者の二面構造でした。江戸時代の奉行による裁判ドラマを思い出してください。当事者（検事と被告人）と裁判所という三面構造は近代的な法廷でようやく確立したものです。」

## 「起訴状」(草案)による訴因
1. 侵略の罪：アフガニスタンへの侵略・空爆には国際法・国際連合憲章上の根拠がない。
2. 迫害の罪：多数の難民を作り出したのは、人道に対する罪の迫害に当たる。
3. 戦争犯罪：民間施設や民間人の被害は、国際人道法に違反する戦争犯罪に当たる。
4. 捕虜虐待：捕虜の一般的保護を定めたジュネーブ諸条約に違反している。

## 「公判」日程
- 第1回公判　2003年7月21日
- 第2回公判　2003年12月13日
- 第3回公判　2003年12月14日
- 第4回公判　2004年3月13日（判決・勧告）

## 「判決」
被告人ブッシュ大統領は、
侵略の罪について有罪。
戦争犯罪については、民間人に対する攻撃について有罪。非軍事施設への攻撃について有罪。
捕虜・被拘禁者の取り扱いについては、キューバにあるグアンタナモ基地における捕虜虐待については有罪。コンテナによる捕虜の輸送等、捕虜の取り扱いについては、ブッシュ大統領の関与につき十分な立証がなされていないので無罪。
人道に対する罪については、大量の難民が発生し多数の死者が出ている状態で民間のインフラを攻撃し、さらなる難民発生を引き起こしたことについて有罪。劣化ウラン弾使用について有罪。